# Обратная задача динамики
Обратная задача динамики — определение действующих на тело неизвестных сил по координатам тела в любой момент времени ,. Для её решения необходимо, исходя из координат, определить скорость и ускорение тела в любой последующий момент времени и, зная массу тела, на основе второго закона Ньютона, определить действующую на него силу. Именно путем решения обратной задачи механики установлены многие фундаментальные законы природы, описывающие действующие в природе силы. 
Примером решения обратной задачи механики является открытие Ньютоном закона тяготения по известным кинематическим законам движения планет (законам Кеплера). 
В ряде университетских курсов физики используется иная, исторически сложившаяся терминология. Термины "прямая и обратная задача механики" используются обратным образом: под прямой задачей понимается нахождение неизвестных сил по известным характеристикам движения, а под обратной задачей понимается нахождение временной зависимости координат тела по известным силам и начальным условиям.  